# Rojsu och Linnés ask
Rojsu och Linnés ask (även Röjsu) är belägna på Stora Karlsö utanför Gotlands västkust. De ligger på öns högsta punkt, 51,6 meter över havet. Rojsu är ett gravröse i vilken det växer en ask, namngiven efter Carl von Linné. Omgivningen benämns Rojshajden (även Röisu haid) och ligger på Stora Karlsös östra högplatå.

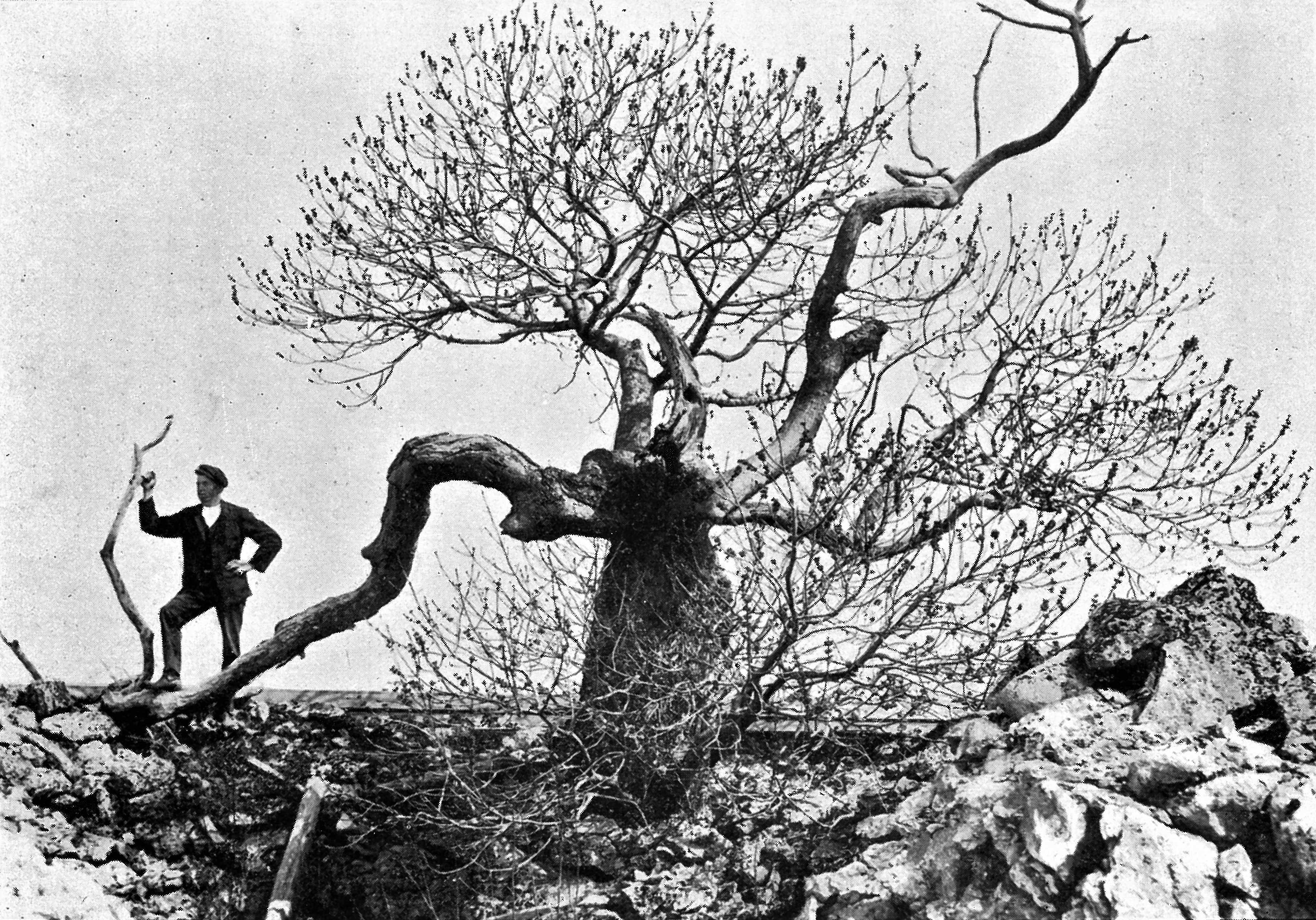
Linnés ask i Rojsu på Stora Karlsö. Foto från (ca.) 1915

## Fornlämningar
Rojsu är ringformat gravröse som mäter 25 meter i diameter. Det är tre meter högt och har en mittgrop. Delar av fornlämningen undersöktes arkeologiskt 1889 och antas vara från bronsåldern. I början av 1900-talet lät Marinstaben anlägga en kustsignalstation, SS 72, på platsen. Denna bestod till att börja med av en signalmast vars fästöglor fortfarande syns i röset, samt från 1915 av ett mindre hus som uppfördes i dess utgrävda del. Huset revs 1921 varefter röset restaurerades och fick sin nuvarande form. Cirka 14 meter söder om röset finns även en stensättning. Den är rund, 4 meter i diameter, 0,2 meter hög och övertorvad. På sydvästra sidan av ön finns ett ungefär lika stort gravröse som benämns Lauphargi.
I Rojsu står utöver Linnés ask även en oxel.

## Linnés ask
Linnés ask är en ungefär 400 år gammal ask och har fått sitt namn efter Carl von Linné som kom till Stora Karlsö 22 juni 1741. Han gjorde anteckningar om trädet i sin reseberättelse över sin öländska och gotländska resa, tryckt 1745. Stora Karlsö var på Linnés tid mycket hårt betat och han skrev att det vid hans besök bara fanns detta enda träd på ön. Han mätte också askens omfång och höjd, mått som är ungefär desamma idag. Det faktum att asken växer mitt i ett röse skyddade den från nedbetning av får under uppväxten. Trädet slog troligen rot vid slutet av 1500-talet eller början av 1600-talet och har sedan lång tid tillbaka varit ett välkänt sjömärke.
År 1938 beslutade Karlsö Jagt- och Djurskyddsförenings AB ("Karlsöklubben") att rädda det då illa åtgångna trädet, vilket desinficerades med svavel och fick ett stort hål i stammen igenfyllt med betong, varefter trädets stam förstärktes.